# Гідраденіт
Гідрадені́т (лат. hydradenitis, від грец. ίδρώς «піт» та грец. άδήν «залоза»; нар. суче вим'я, інколи гідроаденіт) — гнійне запалення апокринових потових залоз (здебільшого пахвових), спричинюване стафілококами. Відноситься до піодермій.

## Перебіг і ознаки
Гідраденіт — це запалення апокринних потових залоз, переважно в пахвових ямках (подеколи також в області статевих органів, заднього проходу тощо), яке спричинює золотистий стафілокок.
Виникненню гідраденіта сприяють ушкодження і підвищена пітливість шкіри, запрілості, цукровий діабет тощо, проблеми гігієни.
За місцевими проявами нагадує фурункульоз — у ділянці запалення з'являється обмежене випинання, болюче, щільне, однак від фурункула відрізняється тим, що не має гнійного стрижня з волосинкою у центрі. Ознаки гідраденіта: поява в товщі шкіри болісного щільного вузла, почервоніння шкіри, згодом — розм'якшення вузла з утворенням абсцесу — Hidradenitis suppurativa.
Процес може поширюватись з однієї залози на інші.
Загальний стан при гідраденіті майже не порушується. Температура тіла субфебрильна.
Перебіг гідраденіту затяжний, з періодами загострення і затихання процесу.

## Лікування
Лікування гідраденіту місцеве й загальне: гігієнічними засобами, антибіотиками, фізіотерапією, імунотерапією, іноді — необхідним є хірургічне втручання.
Місцеве лікування починають з проведення туалету ураженої ділянки: вистригають волосся, протирають шкіру 2—3 % розчином формаліну (для зменшення пітливості). Потім призначають сухе тепло, фізіотерапевтичні процедури (УВЧ, солюкс, кварц). У дуже окремих випадках, можливе обколювання місця захворювання: аміноглікозидами чи цефалоспоринами із новокаїном (0,25 % розчин).
Кварцування або лазеротерапія місцево в поєднанні з амінолевуліновою кислотою.
Загальне лікування полягає у застосуванні антибактеріальної терапії (антибіотики, сульфаніламідні препарати), аутогемотерапії, специфічної імунотерапії (стафілококовий анатоксин, антистафілококовий глобулін, імуномодулятори), жарознижувальна та знеболювальна терапії.
Перераховані вище заходи поєднують із загальнозміцнювальною терапією (молочно-рослинна дієта, вітаміни), проводять гігієнічні заходи (обробка шкіри в ділянці ураження антисептиком, наприклад 2 % борним або камфорним спиртом).
Оперативне втручання застосовують у разі нагноєння (гнояки розтинають і дренують). При рецидивуванні пахвового гідраденіту потрібні додаткові методи обстеження, наприклад щодо чистоти крові та стану імунної системи, наявність вірусних інфекцій та інше. Іноді, застосовують повне видалення волосяної частини шкіри з місцевою пластикою дефекту.